# جون جاي مكنيل
جون جاي مكنيل (بالإنجليزية: John J. McNeill)‏ هو كاهن كاثوليكي وأستاذ جامعي أمريكي، ولد في 2 سبتمبر 1925 في بوفالو في الولايات المتحدة، وتوفي في 22 سبتمبر 2015 في فورت لودرديل في الولايات المتحدة.

## وصلات خارجية
- جون جاي مكنيل على موقع IMDb (الإنجليزية)